# Monterosso al Mare
Monterosso al Mare ist eine italienische Gemeinde (comune) mit 1318 Einwohnern (Stand 31. Dezember 2023) in der Provinz La Spezia, Region Ligurien. Es ist eines der fünf Dörfer der Cinque Terre.

## Geografie

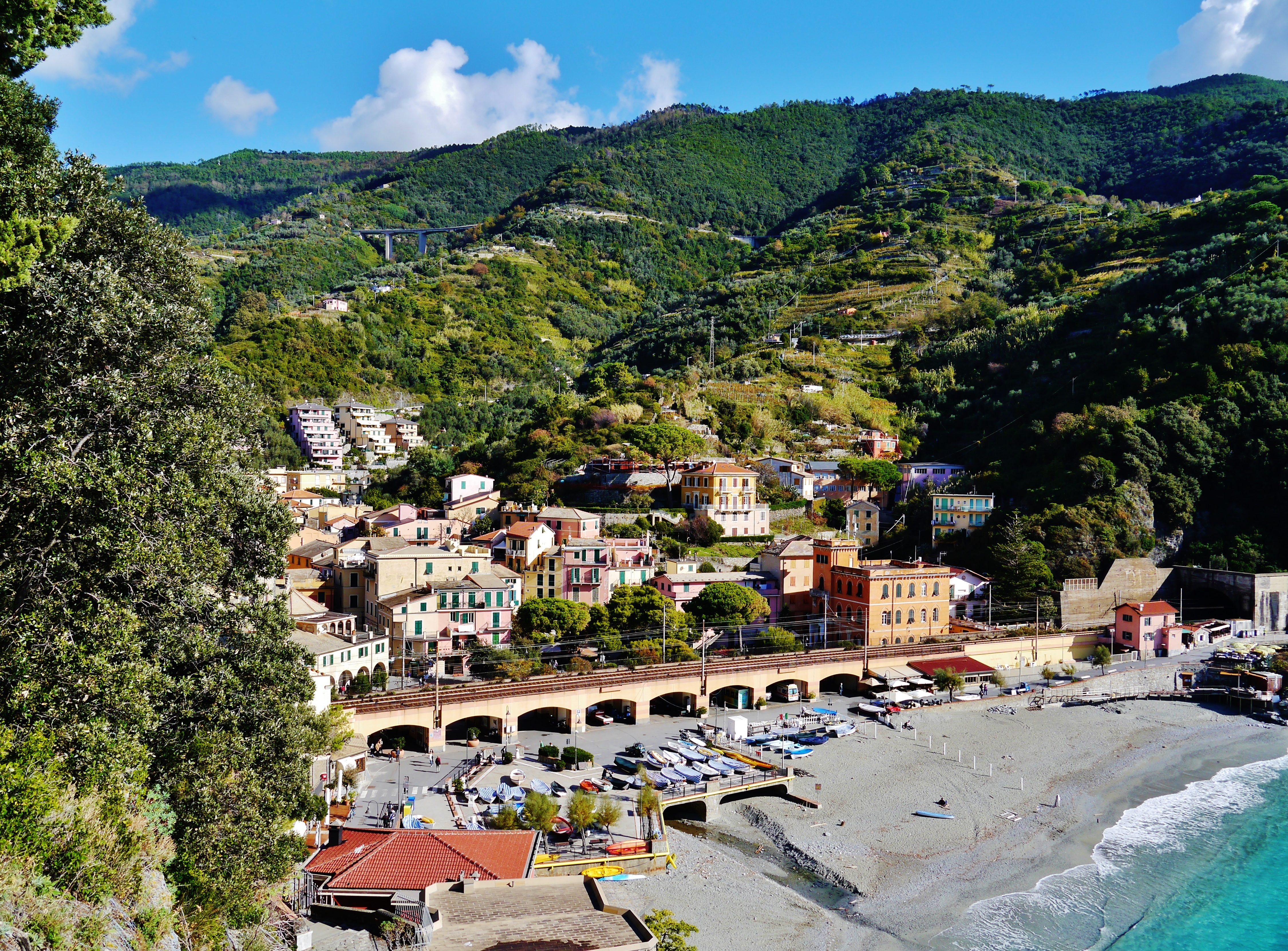
Blick auf Monterosso von Statue „San Francesco d’Assisi“

Das Fischerdorf an der ligurischen Küste ist der größte Ort der Cinque Terre und Teil des gleichnamigen Nationalparks an der ligurischen Küste (Riviera di Levante) zwischen La Spezia und Sestri Levante. Monterosso ist das nördlichste der fünf Dörfer, die alle an einem rund zwölf Kilometer langen Küstenstreifen liegen.
Monterosso erstreckt sich über rund 1,5 Kilometer und ist zweigeteilt: Die kleine Altstadt ist vom neueren Viertel Fegina durch einen ins Meer ragenden Felsen getrennt, auf dem sich der markante Wachturm Torre Aurora aus dem 16. Jahrhundert erhebt. Durch den Felsen führt ein rund 100 m langer Fußgängertunnel.
Die Gemeinde war bis 2009 Teil der inzwischen aufgelösten Verwaltungsgemeinschaft Comunità Montana della Riviera Spezzina.
Aufgrund seiner Lage zwischen steilen Hängen, an denen Oliven und Wein angebaut werden, sind die Strände des Dorfes recht klein, doch die Cinque Terre werden sowohl von Italienern als auch von ausländischen Tagestouristen (insbesondere Amerikanern) gerne zum Wandern und Baden besucht. Wanderwege führen zum benachbarten Vernazza, den Hang hinauf nach Soviore oder zum kap-ähnlichen Punta Mesco und weiter nach Levanto.
Bei einem Unwetter im Oktober 2011 hatte der Ort erneut unter schweren Verwüstungen durch Überschwemmungen zu leiden.

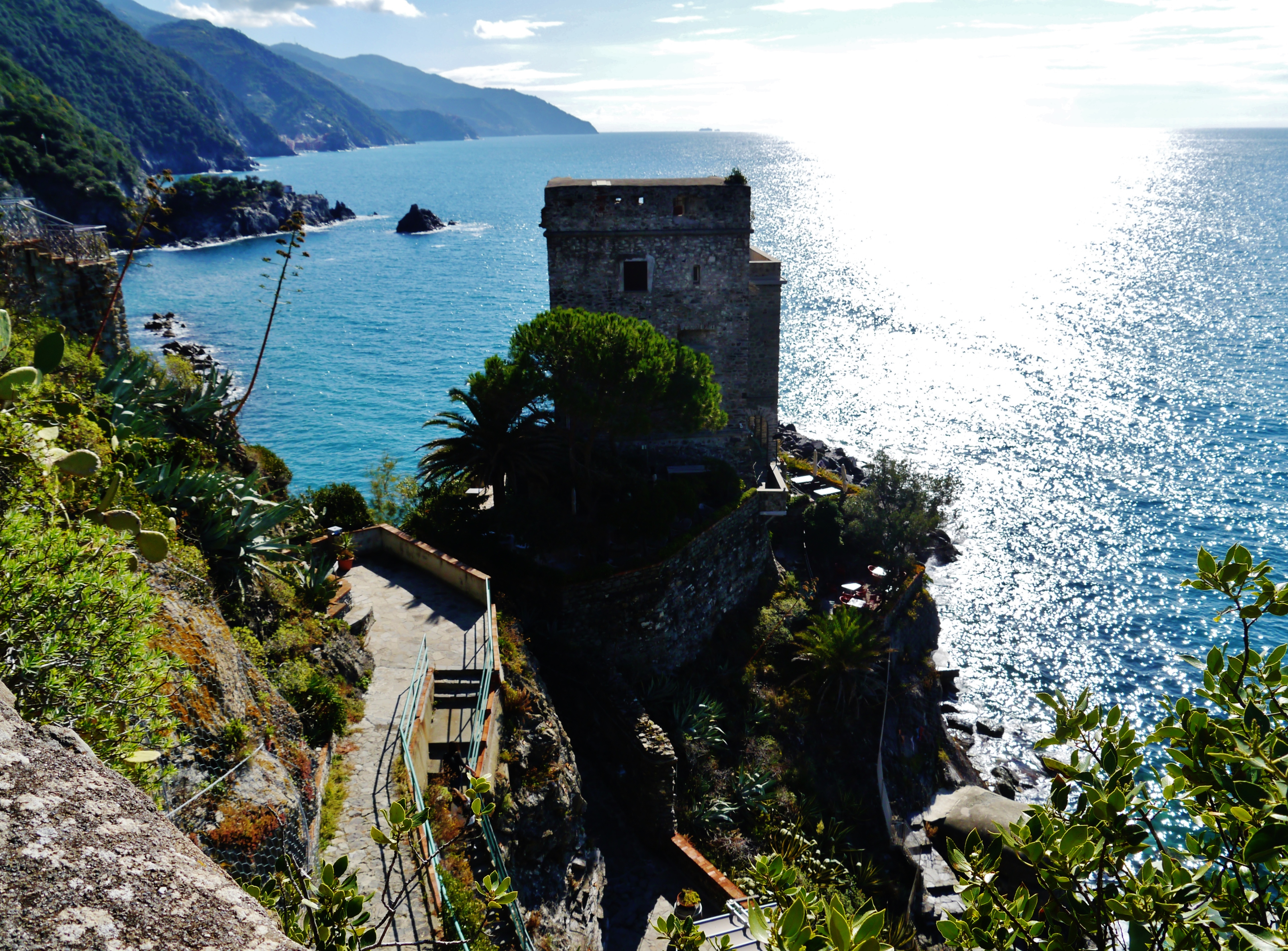
Wachturm Torre Aurora
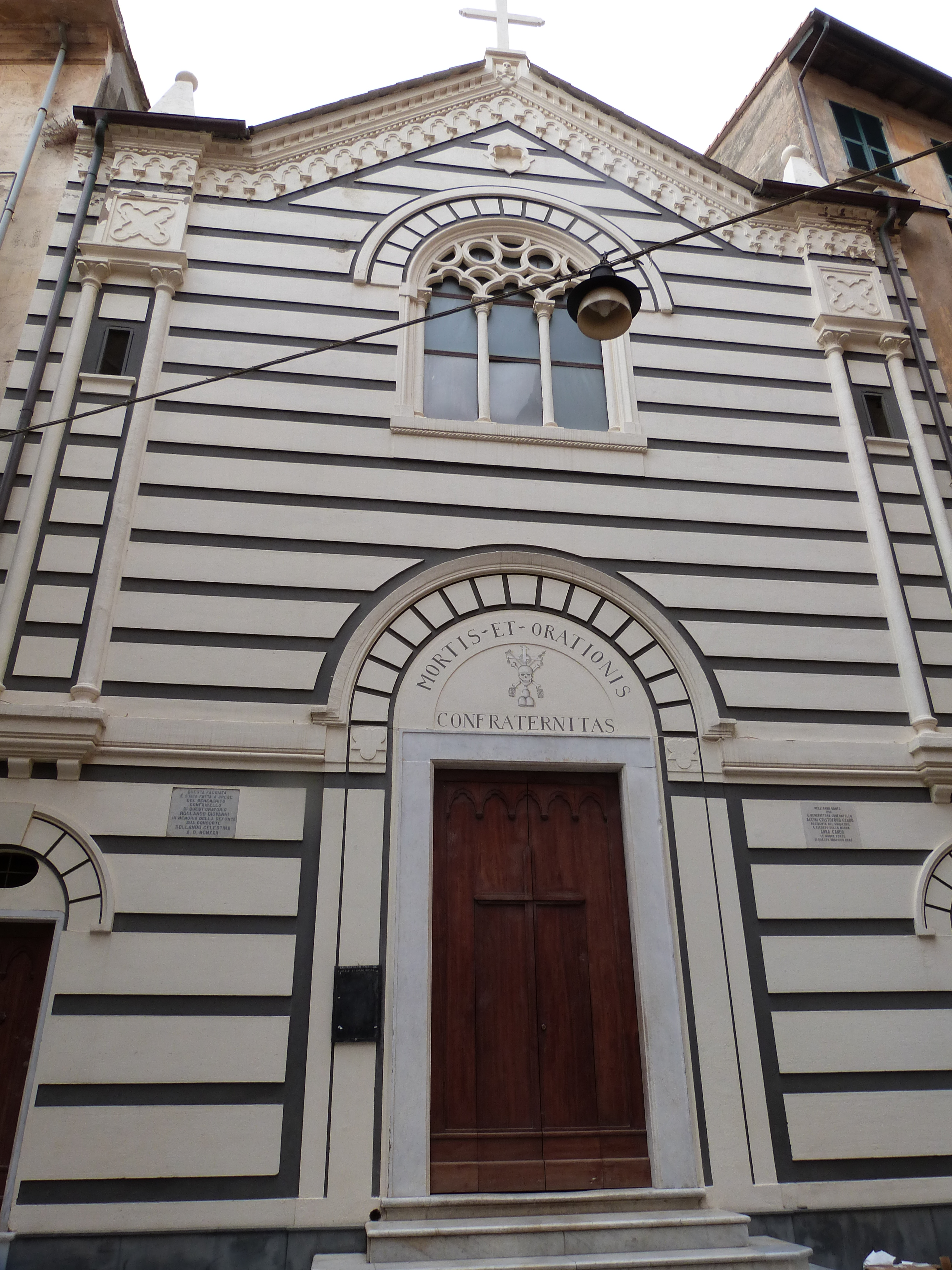
Kirche San Giovanni Battista aus dem 13. Jahrhundert
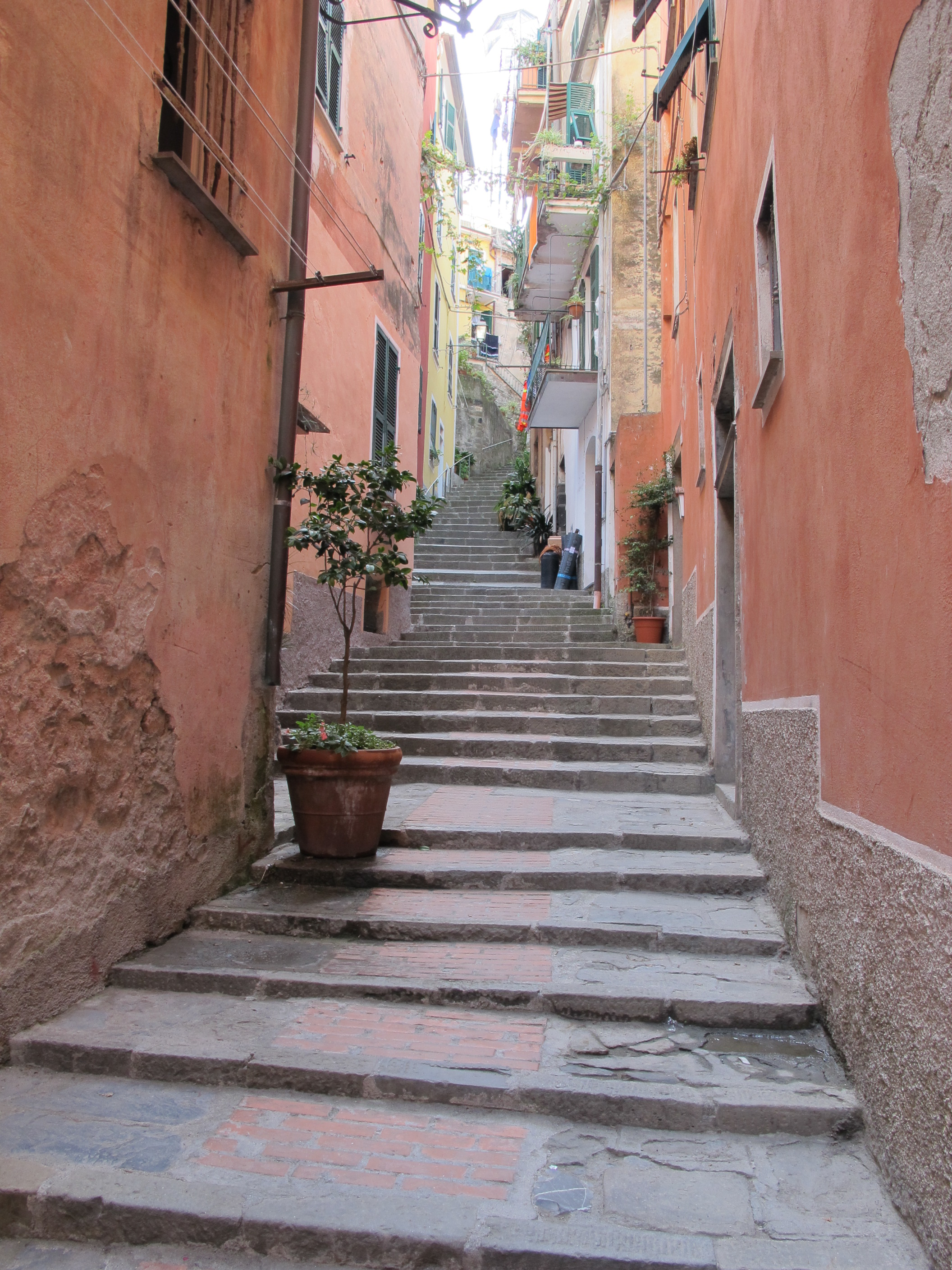
Treppengasse in der Altstadt

## Il Gigante

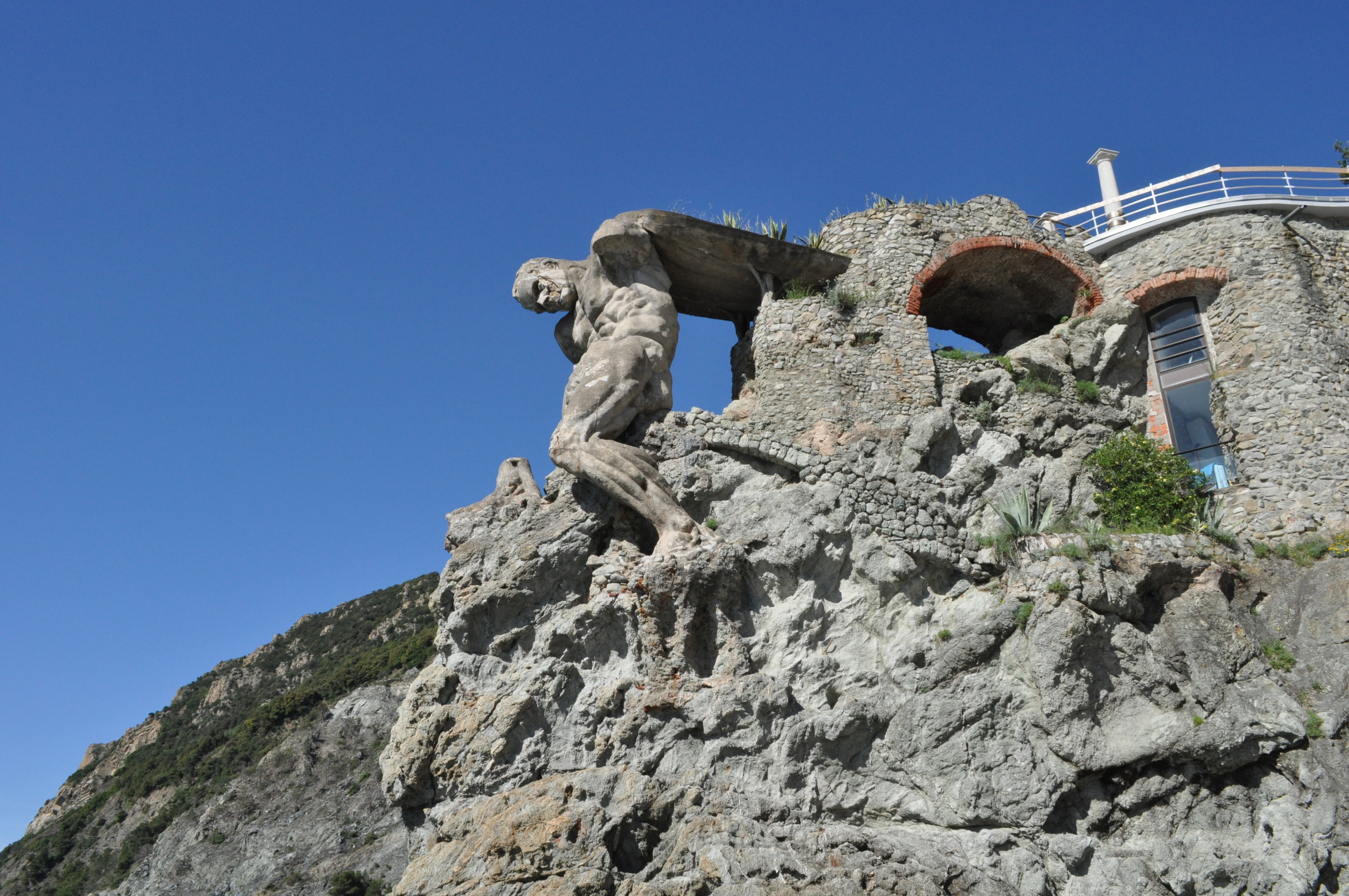
Il Gigante in Fegina

Eine Besonderheit des Dorfes ist der Gigante, eine Statue aus Eisen und Zement, die Neptun repräsentiert und eine Terrasse trägt. Sie befindet sich am Ende des Fegina-Strandes und wurde im Jahr 1910 von Arrigo Minerbi aus Ferrara in Zusammenarbeit mit dem Ingenieur Francesco Levacher geschaffen. Die Statue ist 14 Meter hoch und wiegt 170 t. Ursprünglich gehörte sie zur Villa Pastine, die Anfang des 20. Jahrhunderts erbaut wurde, und während des Zweiten Weltkriegs zusammen mit der Skulptur bombardiert wurde. 1966 wurde der Gigant nach einem starken Sturm teilweise restauriert. Heute fehlt ihm der Dreizack und ein Bein.

## Regelmäßige Veranstaltungen
- Zitronenfest: Der gesamte Ort wird mit verschiedenen Varianten von Zitronen dekoriert
- Infiorata: del Corpus Domini: Am Fronleichnamstag werden die Straßen mit bunten Zeichnungen geschmückt
- Falò di San Giovanni: Ein Fest zu Ehren von San Giovanni am 24. Juni, das mit einer Prozession, Feuerwerk und einem Scheiterhaufen, auf dem Kinder des Ortes alte Sachen sammeln und verbrennen, christliche Traditionen mit Feiern zur Sommersonnenwende verbindet.[6]
- Madonna del Soviore: Pilgerprozession am 14. August

## Verkehr

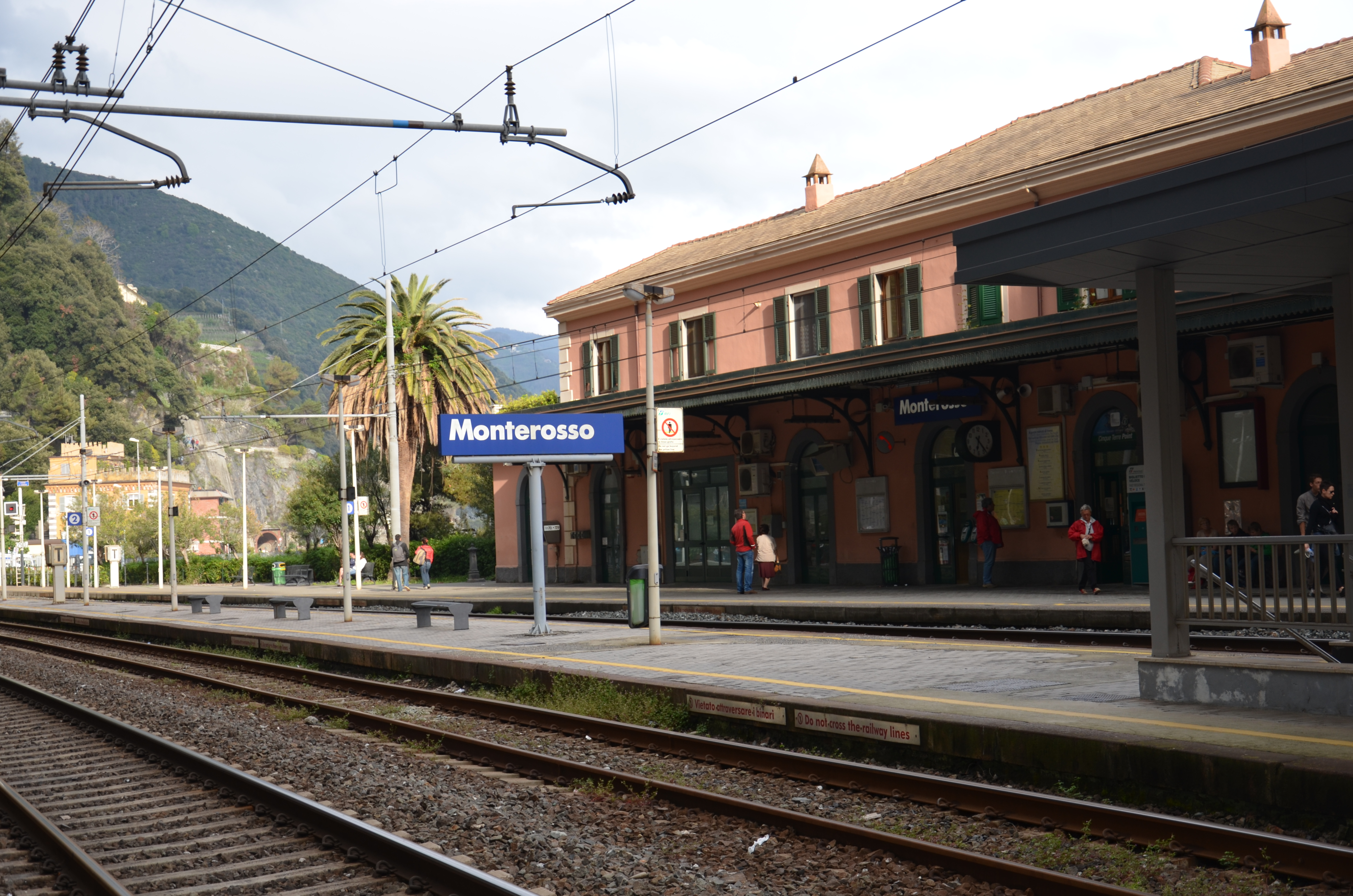
Bahnhof Monterosso

Monterosso ist wie alle Dörfer der Cinque Terre verkehrsberuhigt. Autos ohne Genehmigung müssen außerhalb des Dorfes geparkt werden. Das Dorf ist bequem durch die Bahnstrecke Pisa–Genua zu erreichen, der Bahnhof liegt in Fegina. Im Dorf verkehrt außerdem eine Buslinie, der sogenannte Ecobus, der auch die Ortsteile auf den Hängen ansteuert.

## Kulturelle Einflüsse
Der animierte Pixar-Film Luca aus dem Jahr 2021 wurde von Monterosso al Mare und den anderen Orten der Cinque Terre inspiriert.